# Egil Selvik
Egil Selvik (Sandnes, 30 luglio 1997) è un calciatore norvegese, portiere del Watford e della nazionale norvegese.

## Carriera

### Club

#### Gli inizi, Sandnes Ulf
Selvik è cresciuto nelle giovanili del Ganddal, per poi entrare a far parte di quelle del Sandnes Ulf. È stato aggregato alla prima squadra di quest'ultimo club, in 1. divisjon, a partire dalla stagione 2015. Ha esordito in campionato il 9 maggio 2017, sostituendo Saku-Pekka Sahlgren nella vittoria per 2-3 arrivata in casa del Kongsvinger.
Il 3 gennaio 2018 ha prolungato il contratto che lo legava al Sandnes Ulf, fino 31 dicembre 2019. Due giorni più tardi, è stato ceduto al Nest-Sotra con la formula del prestito. Il 2 aprile ha debuttato con questa casacca, nella sconfitta per 3-1 maturata in casa dell'Åsane.

#### Odd e Haugesund
Il 9 febbraio 2019 è stato ufficializzato il passaggio di Selvik all'Odd, per cui ha firmato un contratto quadriennale. Il 2 maggio seguente ha giocato la prima partita in squadra, nel primo turno del Norgesmesterskapet: è stato titolare nella vittoria per 2-7 in casa dello Storm. Il 22 novembre 2020 ha invece esordito in Eliteserien, nella sconfitta casalinga per 1-2 in casa dello Start.
Il 12 gennaio 2021 è stato annunciato il passaggio di Selvik all'Haugesund, squadra per cui ha firmato un contratto quadriennale. Il 16 maggio seguente ha debuttato con la nuova maglia, in occasione del pareggio per 0-0 maturato in trasferta sul campo del Sarpsborg 08.

#### Udinese e Watford
Il 10 gennaio 2025 viene ufficializzato il suo passaggio a titolo definitivo all'Udinese.
Senza mai scendere in campo con i bianconeri, il 31 gennaio 2025 viene ceduto a titolo definitivo al Watford.

### Nazionale
Selvik ha debuttato per la Norvegia in data 7 settembre 2023, subentrando ad Ørjan Nyland nella vittoria per 6-0 sulla Giordania, in amichevole.

## Statistiche

### Presenze e reti nei club
Statistiche aggiornate al 31 gennaio 2025.
| Stagione           | Club               | Campionato         | Campionato | Campionato | Coppe nazionali | Coppe nazionali | Coppe nazionali | Coppe continentali | Coppe continentali | Coppe continentali | Supercoppe | Supercoppe | Supercoppe | Totale | Totale |
| Stagione           | Club               | Comp               | Pres       | Reti       | Comp            | Pres            | Reti            | Comp               | Pres               | Reti               | Comp       | Pres       | Reti       | Pres   | Reti   |
| ------------------ | ------------------ | ------------------ | ---------- | ---------- | --------------- | --------------- | --------------- | ------------------ | ------------------ | ------------------ | ---------- | ---------- | ---------- | ------ | ------ |
| 2015               | Sandnes Ulf        | 1D                 | 0          | 0          | CN              | 0               | 0               | -                  | -                  | -                  | -          | -          | -          | 0      | 0      |
| 2016               | Sandnes Ulf        | 1D                 | 0          | 0          | CN              | 0               | 0               | -                  | -                  | -                  | -          | -          | -          | 0      | 0      |
| 2017               | Sandnes Ulf        | 1D                 | 3          | -6         | CN              | 0               | 0               | -                  | -                  | -                  | -          | -          | -          | 3      | -6     |
| Totale Sandnes Ulf | Totale Sandnes Ulf | Totale Sandnes Ulf | 3          | -6         |                 | 0               | 0               |                    | -                  | -                  |            | -          | -          | 3      | -6     |
| 2018               | Nest-Sotra         | 1D                 | 29+1       | -38+-1     | CN              | 2               | -5              | -                  | -                  | -                  | -          | -          | -          | 32     | -44    |
| 2019               | Odd                | ES                 | 0          | 0          | CN              | 1               | -2              | -                  | -                  | -                  | -          | -          | -          | 1      | -2     |
| 2020               | Odd                | ES                 | 1          | -2         | CN              | 0               | 0               | -                  | -                  | -                  | -          | -          | -          | 0      | 0      |
| Totale Odd         | Totale Odd         | Totale Odd         | 1          | -2         |                 | 1               | -2              |                    | -                  | -                  |            | -          | -          | 2      | -4     |
| 2021               | Haugesund          | ES                 | 29         | -44        | CN              | 0               | 0               | -                  | -                  | -                  | -          | -          | -          | 29     | -44    |
| 2022               | Haugesund          | ES                 | 30         | -46        | CN              | 1               | -3              | -                  | -                  | -                  | -          | -          | -          | 31     | -49    |
| 2023               | Haugesund          | ES                 | 29         | -38        | CN              | 0               | 0               | -                  | -                  | -                  | -          | -          | -          | 29     | -38    |
| 2023               | Haugesund          | ES                 | 29+2       | -41        | CN              | 0               | 0               | -                  | -                  | -                  | -          | -          | -          | 31     | -41    |
| Totale Haugesund   | Totale Haugesund   | Totale Haugesund   | 119        | -169       |                 | 1               | -3              |                    | -                  | -                  |            | -          | -          | 120    | -172   |
| gen. 2025          | Udinese            | A                  | 0          | 0          | CI              | 0               | 0               | -                  | -                  | -                  | -          | -          | -          | 0      | 0      |
| gen.-giu. 2025     | Watford            | FLC                | -          | -          | FACup+CdL       | -               | -               | -                  | -                  | -                  | -          | -          | -          | -      | -      |
| Totale             | Totale             | Totale             | 153        | -216       |                 | 4               | -10             |                    | -                  | -                  |            | -          | -          | 157    | -226   |

### Cronologia presenze e reti in nazionale
| Cronologia completa delle presenze e delle reti in nazionale ― Norvegia | Cronologia completa delle presenze e delle reti in nazionale ― Norvegia | Cronologia completa delle presenze e delle reti in nazionale ― Norvegia | Cronologia completa delle presenze e delle reti in nazionale ― Norvegia | Cronologia completa delle presenze e delle reti in nazionale ― Norvegia | Cronologia completa delle presenze e delle reti in nazionale ― Norvegia | Cronologia completa delle presenze e delle reti in nazionale ― Norvegia | Cronologia completa delle presenze e delle reti in nazionale ― Norvegia |
| Data                                                                    | Città                                                                   | In casa                                                                 | Risultato                                                               | Ospiti                                                                  | Competizione                                                            | Reti                                                                    | Note                                                                    |
| ----------------------------------------------------------------------- | ----------------------------------------------------------------------- | ----------------------------------------------------------------------- | ----------------------------------------------------------------------- | ----------------------------------------------------------------------- | ----------------------------------------------------------------------- | ----------------------------------------------------------------------- | ----------------------------------------------------------------------- |
| 7-9-2023                                                                | Oslo                                                                    | Norvegia                                                                | 6 – 0                                                                   | Giordania                                                               | Amichevole                                                              | -                                                                       | 46’                                                                     |
| 19-11-2023                                                              | Glasgow                                                                 | Scozia                                                                  | 3 – 3                                                                   | Norvegia                                                                | Qual. Euro 2024                                                         | -3                                                                      |                                                                         |
| 14-11-2024                                                              | Lubiana                                                                 | Slovenia                                                                | 1 – 4                                                                   | Norvegia                                                                | UEFA Nations League 2024-2025 - 1º turno                                | -1                                                                      |                                                                         |
| 17-11-2024                                                              | Oslo                                                                    | Norvegia                                                                | 5 – 0                                                                   | Kazakistan                                                              | UEFA Nations League 2024-2025 - 1º turno                                | -                                                                       |                                                                         |
| Totale                                                                  |                                                                         | Presenze                                                                | 4                                                                       |                                                                         | Reti                                                                    | -4                                                                      |                                                                         |